# Celerena melanoprora
Celerena melanoprora är en fjärilsart som beskrevs av Louis Beethoven Prout 1926. Celerena melanoprora ingår i släktet Celerena och familjen mätare. Inga underarter finns listade i Catalogue of Life.